# Peter Krenn (Kunsthistoriker)
Peter Krenn (* 15. März 1937 in Graz; † 6. August 2023) war ein österreichischer Kunsthistoriker.
Krenn studierte Kunstgeschichte, Germanistik und Archäologie in Graz und Wien. Ab 1962 arbeitete Krenn als Assistent an der Alten Galerie des Landesmuseums Joanneum unter deren Leiter Kurt Woisetschläger und absolvierte ein Volontariat zur Waffenkunde im Kunsthistorischen Museum Wien unter Bruno Thomas. Krenn war von 1968 bis 2002 Leiter des Landeszeughauses. Er erhielt im Jahre 1975 einen Lehrauftrag für allgemeine Kunstgeschichte an der Hochschule für Musik und darstellende Kunst in Graz.

## Publikationen
- Die St. Veiter Schnitzwerkstätte des 18. Jahrhunderts mit ihren Meistern Johann Pacher und Johann Georg Hittinger. Diss. Dr. phil. 1962.
- mit Kurt Woisetschläger: Der steirische Spätbarockmaler Johann von Lederwasch um 1755–1826. Sonderausstellung, 17. November bis 13. Dezember 1966, Verleger Alte Galerie am Landesmuseum Joanneum, Graz 1966.
- Kammern. Seiz. Kirchenführer, Verlag Sankt Peter, Salzburg 1968.
- mit Kurt Woisetschläger: Maria in der steirischen Kunst. Sonderausstellung zur 750-Jahr-Feier der Diözese Graz-Seckau im Ecksaal des Landesmuseums Joanneum vom 30. August bis 29. September 1968, Verleger Alte Galerie am Landesmuseum Joanneum, Graz 1968.
- mit Kurt Woisetschläger: Alte steirische Herrlichkeiten. 800 Jahre Kunst in der Steiermark. Zweite Auflage, Verlag Styria, Graz 1973, ISBN 3-222-10651-7.
- Riegersburg. Hauptpfarrkirche hl. Martin. Kirchenführer, Verlag Sankt Peter, Salzburg 1980.
- Zinnfiguren. Sonderausstellung im Landeszeughaus, 13. Juni – 7. September 1980, Verlag Landeszeughaus, Graz 1980.
- mit Kurt Woisetschläger (beide als Bearbeiter): mit Beiträgen von Géza Hajós, Wolfram Helke, Horst R. Huber, Viktor H. Pöttler, Amélie Sztatecsny: Dehio-Handbuch. Die Kunstdenkmäler Österreichs: Steiermark (ohne Graz). Verlag Berger, Horn/Wien 1982/2006, 2. unveränderte Auflage, ISBN 3-85028-422-0.
- Gewehr und Pistole. Rifles and pistols. Übersetzung ins Englische: Antonio Abbate, Kunstverlag Hofstetter, Ried im Innkreis 1990.
- mit Luigi di Giovine (Fotos): Das Landeszeughaus in Graz. Verleger: Bonechi in Florenz, Styria in Graz, Lahn in Limburg/Lahn 1991, ISBN 3-222-11719-5.
- Schwert und Spieß. Swords and spears. Übersetzung ins Englische: Antonio Abbate, Kunstverlag Hofstetter, Ried im Innkreis 1997.
- Die Oststeiermark. Ihre Kunstwerke, Historischen Lebens- und Siedlungsformen. Erweiterte Neuauflage, Reihe Styria regional, Verlag Styria, Graz 1997, ISBN 3-222-12601-1.